# Giải vô địch bóng đá châu Âu 2024 (Bảng D)
Bảng D của giải vô địch bóng đá châu Âu 2024 diễn ra từ ngày 16 đến ngày 25 tháng 6 năm 2024, bao gồm các đội Ba Lan, Hà Lan, Áo và Pháp.

## Các đội tuyển
| Nhóm | Đội tuyển | Nhóm hạt giống | Tư cách qua vòng loại  | Số lần tham dự | Lần tham dự gần đây nhất | Thành tích tốt nhất  | Xếp hạng UEFA Tháng 11, 2023 | Xếp hạng FIFA Tháng 4, 2024 |
| ---- | --------- | -------------- | ---------------------- | -------------- | ------------------------ | -------------------- | ---------------------------- | --------------------------- |
| D1   | Ba Lan    | 4              | Thắng nhánh A play-off | 5              | 2020                     | Tứ kết (2016)        | -                            | 28                          |
| D2   | Hà Lan    | 3              | Nhì bảng B             | 11             | 2020                     | Vô địch (1988)       | 12                           | 7                           |
| D3   | Áo        | 2              | Nhì bảng F             | 4              | 2020                     | Vòng 16 đội (2020)   | 11                           | 25                          |
| D4   | Pháp      | 1              | Nhất bảng B            | 11             | 2020                     | Vô địch (1984, 2000) | 2                            | 2                           |

Ghi chú
1. ↑  Bảng xếp hạng FIFA khu vực châu Âu vào tháng 11 năm 2023 được sử dụng trước khi bốc thăm vòng bảng

## Bảng xếp hạng
| VT | Đội    | ST | T | H | B | BT | BB | HS | Đ | Giành quyền tham dự                 |
| -- | ------ | -- | - | - | - | -- | -- | -- | - | ----------------------------------- |
| 1  | Áo     | 3  | 2 | 0 | 1 | 6  | 4  | +2 | 6 | Đi tiếp vào vòng đấu loại trực tiếp |
| 2  | Pháp   | 3  | 1 | 2 | 0 | 2  | 1  | +1 | 5 | Đi tiếp vào vòng đấu loại trực tiếp |
| 3  | Hà Lan | 3  | 1 | 1 | 1 | 4  | 4  | 0  | 4 | Đi tiếp vào vòng đấu loại trực tiếp |
| 4  | Ba Lan | 3  | 0 | 1 | 2 | 3  | 6  | −3 | 1 |                                     |

Ở vòng 16 đội:
- Đội đứng nhất bảng D, Áo, sẽ gặp đội đứng nhì bảng F, Thổ Nhĩ Kỳ.
- Đội đứng nhì bảng D, Pháp, sẽ gặp đội đứng nhì bảng E, Bỉ.
- Đội đứng ba bảng D, Hà Lan, sẽ gặp đội đứng nhất bảng E, România.

## Các trận đấu

### Ba Lan vs Hà Lan
| Ba Lan      | 1–2      | Hà Lan                     |
| ----------- | -------- | -------------------------- |
| - Buksa 16' | Chi tiết | - Gakpo 29' - Weghorst 83' |

| Ba Lan | Hà Lan |

| TM               | 1  | Wojciech Szczęsny     |  |     |
| HV               | 5  | Jan Bednarek          |  |     |
| HV               | 2  | Bartosz Salamon       |  | 86' |
| HV               | 14 | Jakub Kiwior          |  |     |
| TV               | 10 | Piotr Zieliński (c)   |  | 77' |
| TV               | 13 | Taras Romanczuk       |  | 55' |
| TV               | 19 | Przemysław Frankowski |  |     |
| TV               | 21 | Nicola Zalewski       |  |     |
| TV               | 26 | Kacper Urbański       |  | 55' |
| TV               | 20 | Sebastian Szymański   |  | 46' |
| TĐ               | 16 | Adam Buksa            |  |     |
| Thay người:      |    |                       |  |     |
| TV               | 8  | Jakub Moder           |  | 46' |
| TĐ               | 7  | Karol Świderski       |  | 55' |
| TV               | 24 | Bartosz Slisz         |  | 55' |
| TV               | 6  | Jakub Piotrowski      |  | 77' |
| HV               | 18 | Bartosz Bereszyński   |  | 86' |
| Huấn luyện viên: |    |                       |  |     |
| Michał Probierz  |    |                       |  |     |

| TM               | 1  | Bart Verbruggen     |     |     |
| HV               | 22 | Denzel Dumfries     |     |     |
| HV               | 6  | Stefan de Vrij      |     |     |
| HV               | 4  | Virgil van Dijk (c) |     |     |
| HV               | 5  | Nathan Aké          |     | 87' |
| TV               | 24 | Jerdy Schouten      |     |     |
| TV               | 14 | Tijjani Reijnders   |     |     |
| TV               | 16 | Joey Veerman        | 15' | 62' |
| TĐ               | 7  | Xavi Simons         |     | 62' |
| TĐ               | 10 | Memphis Depay       |     | 81' |
| TĐ               | 11 | Cody Gakpo          |     | 81' |
| Thay người:      |    |                     |     |     |
| TĐ               | 18 | Donyell Malen       |     | 62' |
| TV               | 8  | Georginio Wijnaldum |     | 62' |
| TĐ               | 9  | Wout Weghorst       |     | 81' |
| HV               | 12 | Jeremie Frimpong    |     | 81' |
| HV               | 15 | Micky van de Ven    |     | 87' |
| Huấn luyện viên: |    |                     |     |     |
| Ronald Koeman    |    |                     |     |     |

| Cầu thủ xuất sắc nhất trận: Cody Gakpo (Hà Lan) Trợ lý trọng tài: Paulo Soares (Bồ Đào Nha) Pedro Ribeiro (Bồ Đào Nha) Trọng tài bàn: Irfan Peljto (Bosna và Hercegovina) Trọng tài dự phòng: Senad Ibrišimbegović (Bosna và Hercegovina) Trợ lý trọng tài video: Tiago Martins (Bồ Đào Nha) Trợ lý tổ trợ lý trọng tài video: Christian Dingert (Đức) Marco Fritz (Đức) |

### Áo vs Pháp
| Áo | 0–1      | Pháp               |
| -- | -------- | ------------------ |
|    | Chi tiết | - Wöber 38' (l.n.) |

| Áo | Pháp |

| TM               | 13 | Patrick Pentz         |       |       |
| HV               | 5  | Stefan Posch          |       |       |
| HV               | 4  | Kevin Danso           | 90+3' |       |
| HV               | 2  | Maximilian Wöber      | 16'   | 59'   |
| HV               | 16 | Phillipp Mwene        | 34'   | 88'   |
| TV               | 6  | Nicolas Seiwald       |       |       |
| TV               | 9  | Marcel Sabitzer (c)   |       |       |
| TV               | 20 | Konrad Laimer         | 84'   | 90+1' |
| TV               | 19 | Christoph Baumgartner | 79'   |       |
| TV               | 10 | Florian Grillitsch    |       | 59'   |
| TĐ               | 11 | Michael Gregoritsch   |       | 59'   |
| Thay người:      |    |                       |       |       |
| HV               | 3  | Gernot Trauner        |       | 59'   |
| TĐ               | 7  | Marko Arnautović      |       | 59'   |
| TV               | 23 | Patrick Wimmer        |       | 59'   |
| TV               | 8  | Alexander Prass       |       | 88'   |
| TV               | 18 | Romano Schmid         |       | 90+1' |
| Huấn luyện viên: |    |                       |       |       |
| Ralf Rangnick    |    |                       |       |       |

| TM               | 16 | Mike Maignan      |     |     |
| HV               | 5  | Jules Koundé      |     |     |
| HV               | 4  | Dayot Upamecano   |     |     |
| HV               | 17 | William Saliba    |     |     |
| HV               | 22 | Théo Hernandez    |     |     |
| TV               | 7  | Antoine Griezmann |     | 90' |
| TV               | 13 | N'Golo Kanté      |     |     |
| TV               | 14 | Adrien Rabiot     |     | 71' |
| TĐ               | 11 | Ousmane Dembélé   | 56' | 71' |
| TĐ               | 10 | Kylian Mbappé (c) | 90' | 90' |
| TĐ               | 15 | Marcus Thuram     |     |     |
| Thay người:      |    |                   |     |     |
| TĐ               | 12 | Randal Kolo Muani |     | 71' |
| TV               | 6  | Eduardo Camavinga |     | 71' |
| TV               | 19 | Youssouf Fofana   |     | 90' |
| TĐ               | 9  | Olivier Giroud    |     | 90' |
| Huấn luyện viên: |    |                   |     |     |
| Didier Deschamps |    |                   |     |     |

| Cầu thủ xuất sắc nhất trận: N'Golo Kanté (Pháp) Trợ lý trọng tài: Diego Barbero Sevilla (Tây Ban Nha) Ángel Nevado Rodríguez (Tây Ban Nha) Trọng tài bàn: Mykola Balakin (Ukraina) Trọng tài dự phòng: Oleksandr Berkut (Ukraina) Trợ lý trọng tài video: Juan Martínez Munuera (Tây Ban Nha) Trợ lý tổ trợ lý trọng tài video: Alejandro Hernández Hernández (Tây Ban Nha) Tiago Martins (Bồ Đào Nha) |

### Ba Lan vs Áo
| Ba Lan       | 1–3      | Áo                                                      |
| ------------ | -------- | ------------------------------------------------------- |
| - Piątek 30' | Chi tiết | - Trauner 9' - Baumgartner 66' - Arnautovic 78' (ph.đ.) |

| Ba Lan | Áo |

| TM               | 1  | Wojciech Szczęsny     | 77' |     |
| HV               | 5  | Jan Bednarek          |     |     |
| HV               | 3  | Paweł Dawidowicz      |     |     |
| HV               | 14 | Jakub Kiwior          |     |     |
| TV               | 19 | Przemysław Frankowski |     |     |
| TV               | 6  | Jakub Piotrowski      |     | 46' |
| TV               | 24 | Bartosz Slisz         | 53' | 76' |
| TV               | 21 | Nicola Zalewski       |     |     |
| TV               | 10 | Piotr Zieliński (c)   |     | 87' |
| TĐ               | 16 | Adam Buksa            |     | 60' |
| TĐ               | 23 | Krzysztof Piątek      |     | 60' |
| Thay người:      |    |                       |     |     |
| TV               | 8  | Jakub Moder           | 62' | 46' |
| TĐ               | 7  | Karol Swiderski       |     | 60' |
| TĐ               | 9  | Robert Lewandowski    | 64' | 60' |
| TV               | 11 | Kamil Grosicki        |     | 76' |
| TV               | 26 | Kacper Urbanski       |     | 87' |
| Huấn luyện viên: |    |                       |     |     |
| Michał Probierz  |    |                       |     |     |

| TM               | 13 | Patrick Pentz         |     |     |
| HV               | 5  | Stefan Posch          |     |     |
| HV               | 3  | Gernot Trauner        |     | 59' |
| HV               | 15 | Philipp Lienhart      |     |     |
| HV               | 16 | Phillipp Mwene        |     | 63' |
| TV               | 6  | Nicolas Seiwald       |     |     |
| TV               | 10 | Florian Grillitsch    |     | 46' |
| TV               | 19 | Christoph Baumgartner |     | 81' |
| TV               | 20 | Konrad Laimer         |     |     |
| TV               | 9  | Marcel Sabitzer       |     |     |
| TĐ               | 7  | Marko Arnautović (c)  | 70' | 81' |
| Thay người:      |    |                       |     |     |
| TĐ               | 23 | Patrick Wimmer        | 56' | 46' |
| HV               | 4  | Kevin Daso            |     | 59' |
| TV               | 8  | Alexander Prass       |     | 63' |
| TĐ               | 11 | Michael Gregoritsch   |     | 81' |
| TV               | 18 | Romano Schmid         |     | 81' |
| Huấn luyện viên: |    |                       |     |     |
| Ralf Rangnick    |    |                       |     |     |

| Cầu thủ xuất sắc nhất trận: Christoph Baumgartner (Áo) Trợ lý trọng tài: Mustafa Emre Eyisoy (Thổ Nhĩ Kỳ) Kerem Ersoy (Thổ Nhĩ Kỳ) Trọng tài bàn: Rade Obrenović (Slovenia) Trọng tài dự phòng: Jure Praprotnik (Slovenia) Trợ lý trọng tài video: Paolo Valeri (Ý) Trợ lý tổ trợ lý trọng tài video: Alper Ulusoy (Thổ Nhĩ Kỳ) Massimiliano Irrati (Ý) |

### Hà Lan v Pháp
| Hà Lan | 0–0      | Pháp |
| ------ | -------- | ---- |
|        | Chi tiết |      |

| Hà Lan | Pháp |

| TM               | 1  | Bart Verbruggen      |     |     |
| HV               | 22 | Denzel Dumfries      |     |     |
| HV               | 6  | Stefan de Vrij       |     |     |
| HV               | 4  | Virgil van Dijk (c)  |     |     |
| HV               | 5  | Nathan Aké           |     |     |
| TV               | 24 | Jerdy Schouten       | 31' | 73' |
| TV               | 7  | Xavi Simons          |     | 73' |
| TV               | 14 | Tijjani Reijnders    |     |     |
| TĐ               | 12 | Jeremie Frimpong     |     | 73' |
| TĐ               | 10 | Memphis Depay        |     | 79' |
| TĐ               | 11 | Cody Gakpo           |     |     |
| Thay người:      |    |                      |     |     |
| TV               | 8  | Georginio Wijnaldum  |     | 73' |
| TV               | 16 | Joey Veerman         |     | 73' |
| HV               | 2  | Lutsharel Geertruida |     | 73' |
| TĐ               | 9  | Wout Weghorst        |     | 79' |
| Huấn luyện viên: |    |                      |     |     |
| Ronald Koeman    |    |                      |     |     |

| TM               | 16 | Mike Maignan          |  |     |
| HV               | 5  | Jules Koundé          |  |     |
| HV               | 4  | Dayot Upamecano       |  |     |
| HV               | 17 | William Saliba        |  |     |
| HV               | 22 | Théo Hernandez        |  |     |
| TV               | 8  | Aurélien Tchouaméni   |  |     |
| TV               | 13 | N'Golo Kanté          |  |     |
| TV               | 14 | Adrien Rabiot         |  |     |
| TĐ               | 11 | Ousmane Dembélé       |  | 75' |
| TĐ               | 15 | Marcus Thuram         |  | 75' |
| TĐ               | 7  | Antoine Griezmann (c) |  |     |
| Thay người:      |    |                       |  |     |
| TV               | 20 | Kingsley Coman        |  | 75' |
| TĐ               | 9  | Olivier Giroud        |  | 75' |
| Huấn luyện viên: |    |                       |  |     |
| Didier Deschamps |    |                       |  |     |

| Cầu thủ xuất sắc nhất trận: N'Golo Kanté (Pháp) Trợ lý trọng tài: Gary Beswick (Anh) Adam Nunn (Anh) Trọng tài bàn: Glenn Nyberg (Thụy Điển) Trọng tài dự phòng: Mahbod Beigi (Thụy Điển) Trợ lý trọng tài video: Stuart Attwell (Anh) Trợ lý tổ trợ lý trọng tài video: Fedayi San (Thụy Sĩ) Marco Fritz (Đức) |

### Hà Lan vs Áo
| Hà Lan                  | 2–3      | Áo                                            |
| ----------------------- | -------- | --------------------------------------------- |
| - Gakpo 47' - Depay 75' | Chi tiết | - Malen 6' (l.n.) - Schmid 59' - Sabitzer 80' |

| Hà Lan | Áo |

| TM               | 1  | Bart Verbruggen      |  |     |
| HV               | 2  | Lutsharel Geertruida |  |     |
| HV               | 6  | Stefan de Vrij       |  |     |
| HV               | 4  | Virgil van Dijk (c)  |  |     |
| HV               | 5  | Nathan Aké           |  | 66' |
| TV               | 14 | Tijjani Reijnders    |  | 66' |
| TV               | 24 | Jerdy Schouten       |  |     |
| TV               | 16 | Joey Veerman         |  | 35' |
| TĐ               | 18 | Donyell Malen        |  |     |
| TĐ               | 10 | Memphis Depay        |  |     |
| TĐ               | 11 | Cody Gakpo           |  |     |
| Thay người:      |    |                      |  |     |
| TV               | 7  | Xavi Simons          |  | 35' |
| TV               | 8  | Georginio Wijnaldum  |  | 66' |
| HV               | 15 | Micky van de Ven     |  | 66' |
| TĐ               | 9  | Wout Weghorst        |  | 72' |
|                  |    |                      |  |     |
| Huấn luyện viên: |    |                      |  |     |
| Ronald Koeman    |    |                      |  |     |

| TM               | 13 | Patrick Pentz         |       |       |
| HV               | 5  | Stefan Posch          | 32'   |       |
| HV               | 2  | Maximilian Wöber      |       |       |
| HV               | 15 | Philipp Lienhart      |       | 69'   |
| HV               | 8  | Alexander Prass       |       |       |
| TV               | 6  | Nicolas Seiwald       |       |       |
| TV               | 10 | Florian Grillitsch    |       | 69'   |
| TV               | 23 | Patrick Wimmer        | 33'   | 68'   |
| TV               | 9  | Marcel Sabitzer       |       |       |
| TV               | 18 | Romano Schmid         |       | 90+2' |
| TĐ               | 7  | Marko Arnautović (c)  |       | 78'   |
| Thay người:      |    |                       |       |       |
| TV               | 19 | Christoph Baumgartner |       | 68'   |
| TV               | 20 | Konrad Laimer         |       | 69'   |
| HV               | 14 | Leopold Querfeld      | 90+4' | 69'   |
| TĐ               | 11 | Michael Gregoritsch   |       | 78'   |
| TĐ               | 24 | Andreas Weimann       |       | 90+2' |
| Huấn luyện viên: |    |                       |       |       |
| Ralf Rangnick    |    |                       |       |       |

| Cầu thủ xuất sắc nhất trận: Marcel Sabitzer (Áo) Trợ lý trọng tài: Branislav Hancko (Slovakia) Jan Pozor (Slovakia) Trọng tài bàn: Irfan Peljto (Bosna và Hercegovina) Trọng tài dự phòng: Senad Ibrišimbegović (Bosna và Hercegovina) Trợ lý trọng tài video: Marco Fritz (Đức) Trợ lý tổ trợ lý trọng tài video: Christian Dingert (Đức) Nejc Kajtazovič (Slovenia) |

### Pháp vs Ba Lan
| Pháp                 | 1–1      | Ba Lan                    |
| -------------------- | -------- | ------------------------- |
| - Mbappe 56' (ph.đ.) | Chi tiết | - Lewandowski 79' (ph.đ.) |

| Pháp | Ba Lan |

| TM               | 16 | Mike Maignan        |     |     |
| HV               | 5  | Jules Koundé        |     |     |
| HV               | 4  | Dayot Upamecano     |     |     |
| HV               | 17 | William Saliba      |     |     |
| HV               | 22 | Théo Hernandez      |     |     |
| TV               | 8  | Aurélien Tchouaméni |     | 81' |
| TV               | 13 | N'Golo Kanté        |     | 61' |
| TV               | 14 | Adrien Rabiot       | 43' | 61' |
| TĐ               | 11 | Ousmane Dembélé     |     | 86' |
| TĐ               | 10 | Kylian Mbappé (c)   |     |     |
| TĐ               | 25 | Bradley Barcola     |     | 61' |
| Thay người:      |    |                     |     |     |
| TV               | 6  | Eduardo Camavinga   |     | 61' |
| TĐ               | 9  | Olivier Giroud      |     | 61' |
| TĐ               | 7  | Antoine Griezmann   |     | 61' |
| TV               | 19 | Youssouf Fofana     |     | 81' |
| TĐ               | 12 | Randal Kolo Muani   |     | 86' |
| Huấn luyện viên: |    |                     |     |     |
| Didier Deschamps |    |                     |     |     |

| TM               | 12              | Łukasz Skorupski       |       |     |
| HV               | 5               | Jan Bednarek           |       |     |
| HV               | 3               | Paweł Dawidowicz       | 89'   |     |
| HV               | 14              | Jakub Kiwior           |       |     |
| TV               | 19              | Przemysław Frankowski  |       |     |
| TV               | 8               | Jakub Moder            |       |     |
| TV               | 10              | Piotr Zieliński        |       |     |
| TV               | 21              | Nicola Zalewski        | 24'   | 68' |
| TV               | 20              | Sebastian Szymański    |       | 68' |
| TV               | 26              | Kacper Urbański        |       |     |
| TĐ               | 9               | Robert Lewandowski (c) |       |     |
| Thay người:      |                 |                        |       |     |
| TĐ               | 7               | Karol Świderski        | 90+2' | 68' |
| TV               | 25              | Michał Skóraś          |       | 68' |
|                  |                 |                        |       |     |
|                  |                 |                        |       |     |
|                  |                 |                        |       |     |
| Huấn luyện viên: |                 |                        |       |     |
| Michał Probierz  | Michał Probierz | Michał Probierz        | 53'   |     |

| Cầu thủ xuất sắc nhất trận: Lukasz Skorupski (Ba Lan) Trợ lý trọng tài: Filippo Meli (Ý) Giorgio Peretti (Ý) Trọng tài bàn: Rade Obrenović (Slovenia) Trọng tài dự phòng: Jure Praprotnik (Slovenia) Trợ lý trọng tài video: Massimiliano Irrati (Ý) Trợ lý tổ trợ lý trọng tài video: Cătălin Popa (România) Tiago Martins (Bồ Đào Nha) |

## Kỷ luật
Điểm fair play sẽ được sử dụng làm tiêu chí xếp hạng nếu thành tích đối đầu và tổng điểm của các đội bằng nhau (và nếu loạt sút luân lưu không được áp dụng làm tiêu chí xếp hạng). Chúng được tính dựa trên số thẻ vàng và thẻ đỏ mà các đội nhận được trong tất cả các trận đấu vòng bảng như sau:
- thẻ vàng = 1 điểm
- thẻ đỏ do hai thẻ vàng = 3 điểm
- thẻ đỏ trực tiếp = 3 điểm
- thẻ vàng tiếp theo là thẻ đỏ trực tiếp = 4 điểm

Chỉ có một trong các khoản khấu trừ trên được áp dụng cho một cầu thủ trong một trận đấu.
| Đội tuyển | Trận 1   | Trận 1                                    | Trận 1 | Trận 1            | Trận 2   | Trận 2                                    | Trận 2 | Trận 2            | Trận 3   | Trận 3                                    | Trận 3 | Trận 3            | Điểm |
| Đội tuyển | Thẻ vàng | Thẻ vàng · Thẻ vàng-đỏ (thẻ đỏ gián tiếp) | Thẻ đỏ | Thẻ vàng · Thẻ đỏ | Thẻ vàng | Thẻ vàng · Thẻ vàng-đỏ (thẻ đỏ gián tiếp) | Thẻ đỏ | Thẻ vàng · Thẻ đỏ | Thẻ vàng | Thẻ vàng · Thẻ vàng-đỏ (thẻ đỏ gián tiếp) | Thẻ đỏ | Thẻ vàng · Thẻ đỏ | Điểm |
| --------- | -------- | ----------------------------------------- | ------ | ----------------- | -------- | ----------------------------------------- | ------ | ----------------- | -------- | ----------------------------------------- | ------ | ----------------- | ---- |
| Hà Lan    | 1        |                                           |        |                   | 1        |                                           |        |                   |          |                                           |        |                   | −2   |
| Pháp      | 2        |                                           |        |                   |          |                                           |        |                   | 1        |                                           |        |                   | −3   |
| Ba Lan    |          |                                           |        |                   | 4        |                                           |        |                   | 4        |                                           |        |                   | –8   |
| Áo        | 5        |                                           |        |                   | 2        |                                           |        |                   | 3        |                                           |        |                   | −10  |